# Krach de 1720

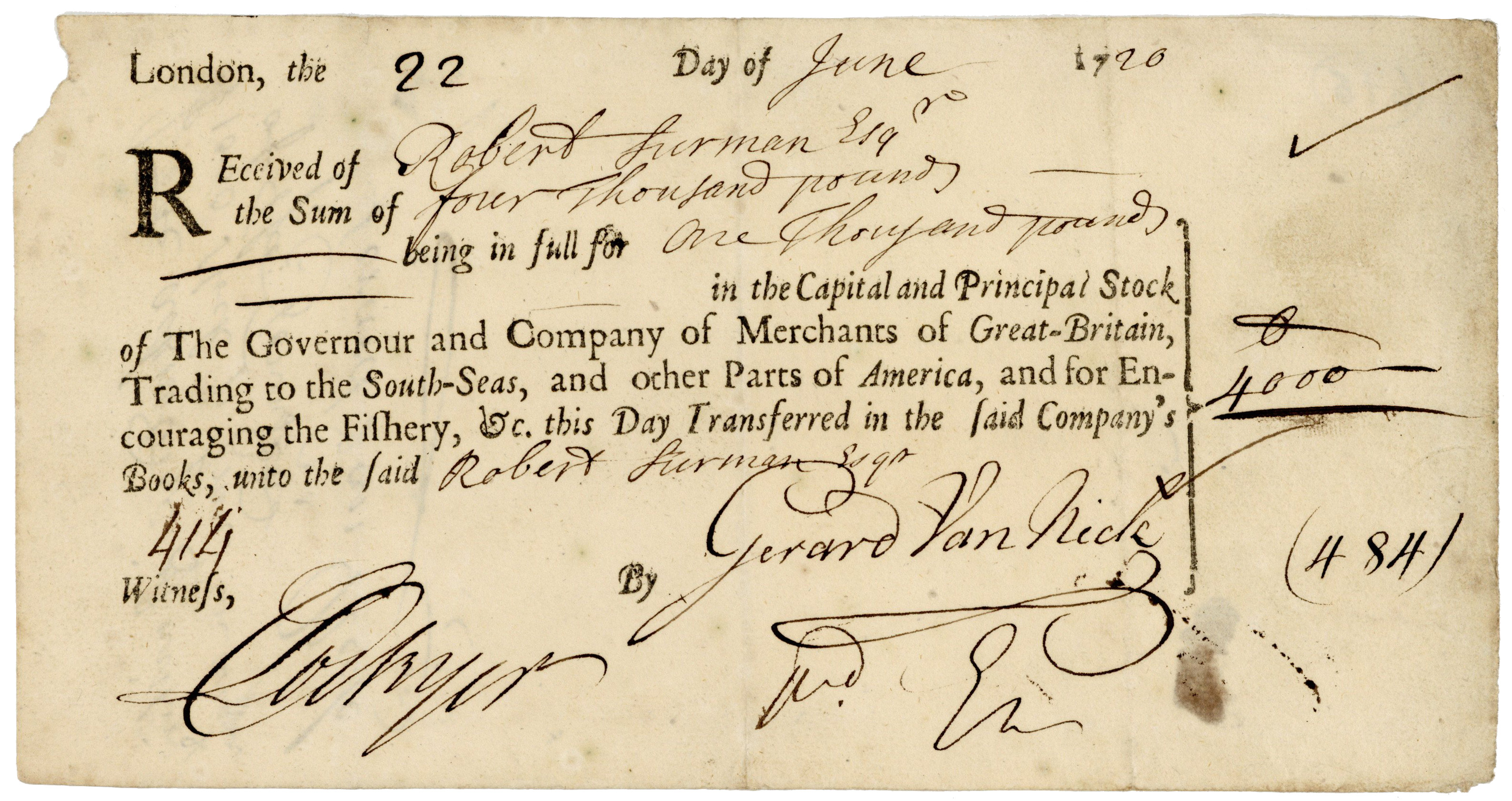
Action de la Compagnie des mers du Sud (South Sea Company) de 1 000 £ (10 shares de 100 £ chacune), émise à Londres le 22 juin 1720, payée 4 000 £ au cours de bourse de ce jour-là, soit 400 pour cent

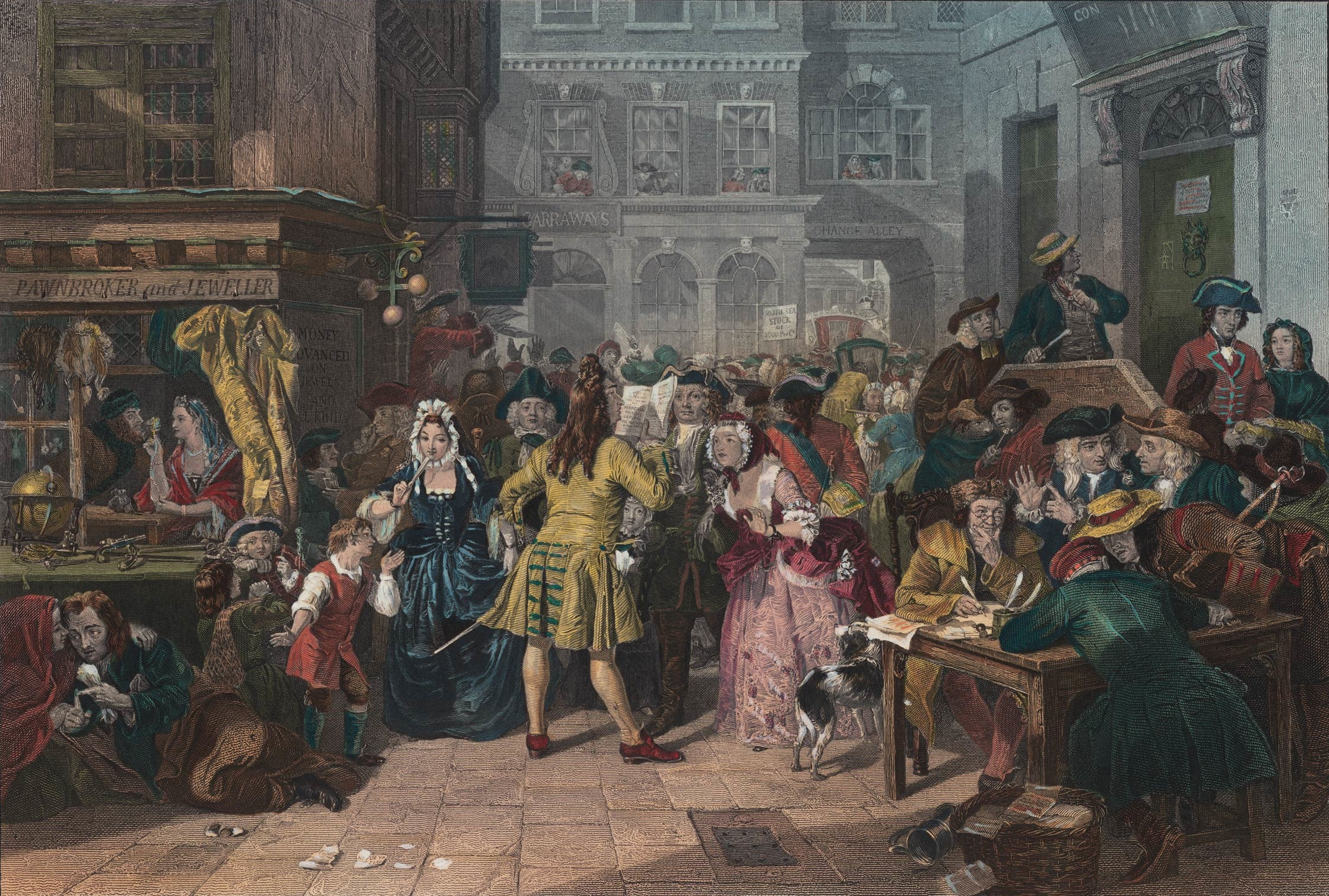
E.M. Ward, La bulle des mers du Sud, 1846.

Le krach de 1720 est une crise boursière qui se déroula en Grande-Bretagne en 1720, faisant suite à la bulle des mers du Sud entre 1711 et 1720 ; il constitue l'un des premiers krachs de l'Histoire, dans le sillage de la Révolution financière britannique.

## Crise britannique
La Compagnie des mers du Sud (South Sea Company), fondée en 1711 par Robert Harley (alors chef du parti Tory), se voit confier le monopole sur le commerce avec les colonies espagnoles en Amérique. Ce monopole suppose des concessions commerciales favorables à la Grande-Bretagne à la suite de la guerre de Succession d'Espagne, que Harley espère obtenir en entamant des négociations secrètes avec l'Espagne. En contrepartie du monopole, la Compagnie des mers du Sud accepte d'échanger dix millions de livres en bons du trésor contre des actions à un taux d'intérêt de 6 %, une proposition réconfortante pour ses investisseurs puisqu'elle a ainsi la garantie d'une rente perpétuelle.
À la conclusion de la guerre en 1713, les termes des traités d'Utrecht sont bien en deçà des espoirs de Harley.
Le premier voyage commercial pour l'Amérique se fait en 1717, mais rapporte très peu. En 1718, les relations entre l'Espagne et la Grande-Bretagne se détériorent, ce qui assombrit encore les perspectives à court terme de la compagnie. Cependant, elle continue de soutenir qu'elle sera immensément profitable à long terme. En 1717, elle prend à sa charge deux millions de livres supplémentaires de dette publique contre une nouvelle émission de titres.

### Augmentation des échanges de dette
Le principe des échanges d'actions contre des titres de dette publique est avantageux pour toutes les parties :
- pour l'État, il permet de diminuer la charge de la dette;
- pour les actionnaires, il permet une rente régulière (au prix d'une dilution du capital);
- pour les détenteurs de dette, il permet d'espérer une plus-value substantielle dans une entreprise à fort potentiel.

Entre 1688 et 1702, la dette publique britannique augmente rapidement passant de un à 16,4 millions de livres. Entre 1702 et 1714, elle triple pour atteindre 48 millions de sterling et en 1766 elle atteint 133 millions de sterling à cause entre autres des obligations telles les Navy bills.
En 1719, la compagnie propose de racheter plus de la moitié de la dette publique de la Grande-Bretagne (soit 30 981 712 livres) contre de nouvelles actions, et s'engage à diminuer le taux d'intérêt de la dette à 5 % jusqu'en 1727 et 4 % ensuite.
L'attrait de cet échange est similaire aux précédents : il s'agit de convertir une dette difficilement négociable à taux d'intérêt élevé contre des titres de la compagnie, plus liquides, ce qui profite à toutes les parties.
En 1719, la dette totale de l'État s'élève à 50 millions de livres, soit :
- 18,3 détenus par trois grandes compagnies :
  - 3,4 par la Banque d'Angleterre,
  - 3,2 par la Compagnie anglaise des Indes orientales,
  - 11,7 par la Compagnie des mers du Sud,
- 16,5 de dette remboursable détenue par le public,
- 15 de dette non-remboursable (qui ne peut pas être remboursée par anticipation), composée d'annuités à long terme de 72-87 années, et d'annuités à plus court terme de 22 ans.

La Banque d'Angleterre propose une offre similaire pour concurrencer la Compagnie des mers du Sud, mais renonce quand celle-ci porte son offre à 7,5 millions de livres (plus environ 1,3 million en pots-de-vin). La proposition de la compagnie est acceptée, avec de légers amendements, en avril 1720. Le chancelier de l'échiquier, John Aislabie, soutient fortement l'opération.
Afin que l'opération réussisse, il faut que les détenteurs de dette non-remboursable soient tentés de convertir leurs titres en actions à un taux avantageux pour la compagnie. Les détenteurs de dette remboursable, eux, n'ont en pratique pas d'autre choix. La compagnie est libre de choisir le prix de conversion de la dette en actions, mais ne peut pas trop s'éloigner des prix du marché.
La compagnie finit par acquérir 85 % des titres remboursables et 80 % des non-remboursables.

### Gonflement de la bulle
La compagnie se met ensuite à propager « les rumeurs les plus extravagantes » sur la valeur potentielle de son commerce avec le Nouveau Monde, ce qui a pour effet de déclencher la spéculation. Le cours de l'action augmente tout au long de la période où le rachat de dette est négocié : 128 livres en janvier 1720, 175 en février, 330 en mars, et 550 fin mai après l'accord.
Il existe une base rationnelle à l'envolée : la compagnie dispose d'une ligne de crédit de 70 millions de livres, destinée à l'expansion commerciale, obtenue avec l'accord du Parlement et du roi.
Par ailleurs, des actions sont « vendues » à une cinquantaine de personnes influentes au prix du marché, mais au lieu de les payer immédiatement celles-ci peuvent les conserver puis les « revendre » à la compagnie à n'importe quel moment, en empochant une plus value égale à l'augmentation du cours. Parmi les heureux bénéficiaires figurent Charles Spencer, 3e comte de Sunderland et Premier Lord du trésor, Charles Stanhope, secrétaire du trésor, et la duchesse de Kendal, maîtresse du roi. Pour la compagnie, cela permet de publier des noms prestigieux parmi ses actionnaires, ce qui rend l'action plus « sûre » et attire de nouveaux investisseurs ; d'autre part cela incite les hommes politiques à devenir solidaires, puisque leur fortune personnelle dépend alors de l'augmentation des cours.

### La Loi sur les bulles (Bubble Act)
D'autres compagnies à capital public se forment alors, et prétendent (frauduleusement pour la plupart) exploiter d'autres routes commerciales, ou pouvoir profiter d'autres opérations plus invraisemblables ; on les surnomme rapidement des « bulles ».
En juin 1720, la « Loi sur les bulles » impose à toutes les compagnies à capital public d'obtenir une Charte royale. La Compagnie des mers du Sud obtient une charte de commerce exclusif avec l'Amérique centrale et septentrionale ; cependant les territoires en question sont toujours des colonies espagnoles et, même après la fin de la Guerre de la Quadruple-Alliance en février, les relations entre les deux pays sont mauvaises. La compagnie n'a le droit d'affrêter qu'un navire par an, avec une cargaison limitée à 500 tonnes. Elle parvient à négocier le droit de transporter des esclaves, mais des droits de douane dissuasifs dans les colonies espagnoles rendent ce commerce non profitable.
L'obtention de la charte augmente encore l'attrait de la compagnie, ses actions passent à 890 livres début juin. Ce pic encourage certains investisseurs à vendre ; afin de limiter la pression baissière les directeurs de la compagnie ordonnent à leurs agents de racheter les titres, ce qui maintient le cours aux environs de 750 livres.
La loi est bien adoptée lors de la phase de gonflement de la bulle, et non après l'éclatement : loin d'être une tentative d'assainir le marché, il faut plutôt y voir une tentative de la Compagnie des mers du Sud d'entraver ses concurrents.

### Le pic et l'éclatement

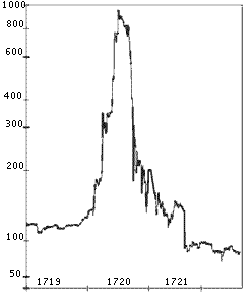
Cours de la Compagnie des mers du Sud.

L'augmentation rapide du cours de l'action entraîne une frénésie spéculative dans tout le pays. Les investisseurs s'intéressent principalement aux mers du Sud, mais aussi à d'autres actions. Parmi les nombreuses compagnies plus ou moins honnêtes qui sont fondées en 1720, l'une se présente comme « une compagnie dont le but est une entreprise très avantageuse, qui ne sera dévoilée à personne ». Certaines n'ont d'autre but que d'investir dans la Compagnie des mers du Sud, puis de redistribuer ces bénéfices à leurs propres actionnaires.
Le cours de l'action atteint finalement mille livres début août, et la tendance se renverse brutalement.
D'autres bulles éclatent au même moment à Amsterdam et Paris (Compagnie du Mississippi de John Law) et accélèrent la baisse des cours.
Fin septembre, le cours retombe à 150 livres, ce qui entraîne de nombreuses faillites chez ceux qui avaient acheté à crédit, et pousse certains à vendre à découvert. La crise se propage aux banques, qui ont prêté sur gage d'actions et ne peuvent être remboursées. D'autre part, la compagnie avait mis en place un système d'achat d'actions à crédit afin de soutenir le cours, et ces investisseurs n'avaient d'autre choix que de vendre pour rembourser leur emprunt. Parmi les investisseurs ruinés figurent plusieurs membres du gouvernement, et Isaac Newton : après avoir réalisé une plus-value de 7 000 livres en avril, il rachète au plus haut et perd 20 000 livres. Plus tard, il déclare : « Je peux prévoir le mouvement des corps célestes, mais pas la folie des gens. »
Le cours retombe à cent livres avant la fin de l'année. Devant la colère des investisseurs, le parlement est dissous en décembre, et une commission d'enquête mise en place. Dans son rapport publié en 1721, elle révèle une fraude de grande ampleur organisée par les directeurs de la compagnie. Les directeurs sont arrêtés et jetés à la tour de Londres. La plupart sont dépossédés de l'essentiel de leurs biens : ainsi, il ne reste à John Blunt que 5 000 livres sur 183 000. James Cragg, le directeur des postes, se suicide à la veille de son procès. Le nouveau Chancelier de l'échiquier et Premier Lord du trésor, Robert Walpole, ancien opposant aux rachats de dette, est contraint d'annoncer une série de mesures pour rétablir la confiance publique et la solvabilité de la compagnie.
Après restructuration, la Compagnie des mers du Sud subsiste jusqu'en 1850.

## Le traitement du krach en littérature
En plus des pertes financières que ce krach a provoqué pour bon nombre de commerçants londoniens, des écrivains avaient aussi investi une partie de leurs économies dans la Compagnie et les ont vus disparaître en un temps très court.
Jonathan Swift avait investi 1 000 livres dans la compagnie. Il fit paraître à la suite du krach le poème La Bulle. Il y compare ces variations du cours de l'action à l'ascension et à la chute d'Icare muni d'"ailes de papier". Pour Swift, chaque épargnant ressemble à Icare ruiné par sa chimère.
Cet épisode a dû lui donner l'idée de critiquer la société britannique par une métaphore dans les Voyages de Gulliver écrits en 1721. L'accroissement de la valeur de l'action de la Compagnie des mers du Sud est rendu par l'accroissement démesuré du personnage principal, le krach par sa miniaturisation.
Daniel Defoe suit l'épisode financier et fait paraître en 1722 Le Journal de l'année de la peste. Il y raconte les effets de la peste de 1665 à Londres. C'est un document sociologique sur cette époque et le comportement des Londoniens face à la maladie qu'il n'avait pu connaître, n'ayant que cinq ans à l'époque des faits. Par certains traits, il décrit aussi par une métaphore les Britanniques pris dans les affres de ce krach. Le narrateur est un marchand faisant du commerce dans les colonies. L'action spéculative peut être assimilée aux germes de la peste. Les tables de mortalité affichées aux murs correspondent à l'affichage des cours de la Bourse. Pour Defoe, la confiance dans le crédit est nécessaire. Le krach de 1720 provoque le doute et la perte de confiance.
Le Bubble Act, voté par le Parlement anglais en 1720, a pour but de diriger les investisseurs vers des projets moins aventureux.